# Петлянка
Петлянка — река в России, протекает по Выборгскому району Ленинградской области.
Исток — озеро Полянское в Полянах. Впадает в озеро Красавица, из которого в свою очередь берёт начало река Камышовка. Длина реки составляет 13 км, площадь водосборного бассейна — 247 км². В Петлянку в 8.5 км от устья впадает правобережный приток — река Быстрянка.
В 2016 году был реконструирован мост через Петлянку в Полянах.

## Данные водного реестра
По данным государственного водного реестра России относится к Балтийскому бассейновому округу, водохозяйственный участок реки — Реки и озера бассейна Финского залива от границы РФ с Финляндией до северной границы бассейна р. Нева, речной подбассейн реки — Нева и реки бассейна Ладожского озера (без подбассейна Свирь и Волхов, российская часть бассейнов). Относится к речному бассейну реки Нева (включая бассейны рек Онежского и Ладожского озера).
Код объекта в государственном водном реестре — 01040300512102000008287.